# Wladislawa Owtscharenko
Wladislawa Owtscharenko (russisch Владисла́ва Овчаре́нко, engl. Transkription Vladislava Ovcharenko; * 18. Dezember 1986 in Duschanbe, TaSSR) ist eine ehemalige tadschikische Leichtathletin, die sich auf den Sprint spezialisiert hat.

## Sportliche Laufbahn
Erste Erfahrungen bei internationalen Meisterschaften sammelte Wladislawa Owtscharenko vermutlich im Jahr 2003, als sie bei den Weltmeisterschaften nahe Paris mit 13,34 s in der ersten Runde im 100-Meter-Lauf ausschied. 2011 erreichte sie bei den Weltmeisterschaften in Daegu die Hauptrunde und schied dort mit 12,24 s aus. Im Jahr darauf kam sie bei den Hallenweltmeisterschaften in Istanbul mit 60,33 s nicht über die Vorrunde im 400-Meter-Lauf hinaus und im August schied sie bei den Olympischen Sommerspielen in London mit 24,39 s in der ersten Runde über 200 Meter aus. 2013 schied sie bei der Sommer-Universiade in Kasan mit 12,34 s und 24,65 s jeweils im Halbfinale über 100 und 200 Meter aus und anschließend kam er bei den Weltmeisterschaften in Moskau mit 12,37 s nicht über die ersten Runde über 100 Meter hinaus. Daraufhin beendete sie ihre aktive sportliche Karriere im Alter von 27 Jahren.
2010 wurde Owtscharenko tadschikische Meisterin im 100- und 200-Meter-Lauf.

## Persönliche Bestzeiten
- 100 Meter: 11,77 s (+1,0 m/s), 30. Juni 2012 in Almaty
- 200 Meter: 23,98 s (+0,6 m/s), 1. Juli 2012 in Almaty
- 400 Meter: 57,2 s, 15. Juni 2011 in Duschanbe